# Batowo
Batowo (deutsch Batow) ist ein Dorf in der polnischen Woiwodschaft Westpommern.

## Geographische Lage
Das Dorf liegt in der Neumark, etwa 57 Kilometer südöstlich von Stettin, etwa 13 Kilometer südöstlich von Pyrzyce (Pyritz) und sieben Kilometer nördlich von Lipiany (Lippehne).

## Geschichte

Sterbeurkunde eines typischen Batower Landarbeiters

Das Dorf bestand bereits vor dem Dreißigjährigen Krieg, befand sich allerdings einen Kilometer südlicher als heute.
Die genaue Herkunft des Namens Batow ist unbekannt, außer dass dieser slawischen Ursprungs ist.
Batow bildete mit den Rittergütern Batow, Kinderfreude und dem Gut Ohnewitz die ehemalige Gemeinde Batow, welche Teil der Kirchengemeinde Pitzerwitz war. Seit der preußischen Provinzbildung im Jahre 1815 war das Dorf Teil des Kreises Soldin in der Provinz Brandenburg. Mit der Einführung der Standesämter in Preußen am 1. Oktober 1874 gehörte Batow zum Standesamt Pitzerwitz.
Das Wahrzeichen des Dorfes war der kilometerweit sichtbare rote Ziegelschornstein einer Brennerei.
80 % des Batower Bodens wurde intensiv landwirtschaftlich bewirtschaftet und diente vor allem den Anbau von Weizen und Zuckerrüben sowie teilweise Gerste und Kartoffeln. Die Bevölkerung bestand großenteils aus Landarbeitern. Der landwirtschaftliche Anbau war zwar groß, doch die Viehhaltung sehr gering.
Gegen Ende des Zweiten Weltkriegs erfolgte im Frühjahr 1945 die Besetzung der Region durch die Rote Armee. Nach Kriegsende wurde Batow zusammen mit umfangreichen deutschen Gebieten östlich der Oder-Neiße-Linie der Volksrepublik Polen zur Verwaltung unterstellt, wie dies im Potsdamer Abkommen abgesprochen worden war. Es folgte dann die Zuwanderung polnischer Migranten. Batow wurde in „Batowo“ umbenannt. Unter der polnischen Administration wurde anschließend die einheimischen Bevölkerung vertrieben.

## Einwohnerzahlen
- 1910: 163
- 1939: 412
- 2013: 421

## Verwaltungsgliederung
Batowo bildet ein Schulzenamt in der Gmina Lipiany (Gemeinde Lippehne) und gehört mit dieser zum Powiat Pyrzycki.

## In Batowo geborene Persönlichkeiten
- Helena Scigala (1921–1998), Grafikerin